# Фіделіс Влодарскі
Фіделіс Теофіл Влодарскі (нар . 6 лютого 1896 р., пом . 16 жовтня 1969 р.) — підполковник піхоти Війська Польського, кавалер ордена Virtuti Militari.

## Ордени та нагороди
- Срібний хрест Військового ордена Virtuti Militari [1] No 0724 (13 квітня 1921 р.)
- Хрест Хоробрих (чотири рази) [1]
- Золотий Хрест Заслуги (16 березня 1934 р.) [2]
- Пам’ятна медаль учаснику війни 1918-1921 рр
- Медаль "Десятиліття здобуття незалежності"
- Знак за поранення та контузії (двічі)